# 蜜の味 (映画)
『蜜の味』（みつのあじ、英: A Taste of Honey）は、1961年に製作されたイギリスの映画。トニー・リチャードソン監督。リタ・トゥシンハム主演。

## ストーリー
ロンドンの女子高生ジョーは、男にだらしない母親と下町のアパートで2人暮らしをしている。うらぶれた酒場の歌手をしている母親は、家賃も滞りがちで、2人して夜逃げをするのも珍しくない。そんな鬱屈した日々を送るジョーはある時、黒人の船員と出会い恋に落ちる。つかの間、恋愛の喜びにひたるジョーだったが、港々を渡り歩く船員は、結局は彼女を捨てて旅立っていく。その時、ジョーは妊娠していた。金持ちの恋人を見つけた母親も家を出ていき、孤独にさいなまれるジョーの前に現れたのは、靴屋の店員ジョフリー。彼は同性愛者なのだが、妊娠中のジョーに何かと親切に世話を焼いてくれる。こうして、ジョーとジョフリーは同棲生活を始めるのだが…。

## キャスト
- ジョー：リタ・トゥシンハム
- ジョフリー：マレー・メルヴィン
- ピーター：ロバート・スティーヴンス
- ヘレン：ドラ・ブライアン